# 吴喜铧
吴喜铧（1968年1月—），男，湖北麻城人，中华人民共和国军事人物，火箭軍少將，曾任福建省军区司令员，中共福建省委常委。